# Parapanteles lincolnii
Parapanteles lincolnii is een insect dat behoort tot de orde vliesvleugeligen (Hymenoptera) en de familie van de schildwespen (Braconidae). De wetenschappelijke naam van de soort werd voor het eerst geldig gepubliceerd door Valerio & Whitfield in 2009.